# Karel Huppner
Karel Huppner (1. srpna 1884 Bezdružice – 1956) byl český pilot a velitel řady jednotek rakousko-uherského letectva. Po vzniku republiky zastával jako druhý v pořadí funkci velitele československého letectva a po odchodu do civilu působil jako první ředitel ČSA a poté i Československé letecké společnosti.

## Životopis
Karel Huppner se narodil roku 1883 v Bezdružicích. Absolvoval reálné gymnázium na Královských Vinohradech a Infanterie-Kadetten-Schule ve Vídni. K létání jej přivedl spolužák Rudolf Holeka. Jeho další spolužák a přítel Jindřich Kostrba byl v roce 1918 jmenován prvním velitelem československého letectva. V srpnu 1906 se Huppner stal velitelem čety pěšího pluku 16. Poté sloužil několik let ve Vídni v hodnosti nadporučíka u pěšího pluku 21. Za záchranu několika osob před utonutím přitom dostal rakouskou záslužnou medaili. Při nejbližší příležitosti se přihlásil k letectvu, v roce 1913 absolvoval pilotní kurs, stal se instruktorem a byl přijat k letecké setnině č. 7 (Flik 7).

### 1. světová válka
Jednotka Flik 7 byla zmobilizována 23. srpna 1914 na letišti Kraków-Rakowice na bázi tamějšího Flugpark 7 pod velením nadporučíka Hermanna Edler von Nemetz. S Flikem 7 byl Karel Huppner v roce 1914 nasazen na východní frontě. Na podzim 1914 uskutečnil za nepříznivého počasí průzkumný let spolu se svým pozorovatelem poručíkem pěšího pluku 21 Františkem Schornem. Nepřátelské pozice se nacházely ve značné vzdálenosti, a proto let trval neobvykle dlouho. Jakmile byli oba letci zpozorováni v nepřátelském táboře, byla na ně zahájena prudká palba. Navzdory vybuchujícím šrapnelům nadporučík Huppner pokračoval v průzkumném letu. Po přistání bylo zjištěno, že hlavně na nosných plochách křídel bylo letadlo opakovaně zasaženo. Za svůj čin byli jak polní pilot nadporučík Huppner, tak i jeho pozorovatel poručík Schorn, navržení k vyznamenání. Od srpna 1915 velel Huppner Flieger-Schule (letecké škole) v Szegedu. Jeho další působení bylo na italské frontě, kde v srpnu 1916 převzal místo velitele u jednotky Flik 29, od září 1917 velel Fliku 57 a od května 1918 Aufklärung-Gruppe (průzkumné skupině) v hodnosti setníka vzduchoplavectva.

### Československé letectvo
V listopadu 1918 byl Karel Huppner přijat do československé armády v hodnosti kapitána a byl jmenován leteckým referentem Vrchního velitelství branné moci v Praze. Dne 20. února 1919 převzal po Jindřichu Kostrbovi velení československého letectva, resp. Leteckého sboru československého vzduchoplavectva. Na postu přednosty Oddělení aviatického Vojenského odboru "B" MNO jej 28. srpna 1919 vystřídal Otto Jindra a Huppner byl jmenován velitelem letecké skupiny Čechy. V souvislosti s reorganizací letectva byl 4. října 1919 zřízen nový útvar s názvem Letecké školy, jemuž podléhaly všechny letecké školy na území Československa. Major Karel Hupner byl jmenován velitelem a jako sídlo velitelství bylo určeno letiště Cheb. V dubnu 1920 bylo Velitelství československé aviatiky pro Slovensko přejmenováno na Letecký pluk 1 v Bratislavě. Vlastní výstavba pluku však začala až v říjnu 1920 na jeho novém působišti v Černínských kasárnách v Praze, a to pod velením majora Karla Huppnera. V březnu 1923 se stal velitelem vojenského dopravního oddílu a v srpnu téhož roku byl penzionován.

### Civilní aerolinie
Počínaje dnem 6. října 1923 byly všechny složky státu, které doposud organizovaly leteckou dopravu, včleněny do nově založeného státního podniku Československé státní aerolinie (ČSA), jehož prvním ředitelem se stal major Karel Huppner. Po odchodu z ČSA se Huppner stal vrchním ředitelem Československé letecké společnosti (ČLS) v Praze, kterou založily Škodovy závody dne 22. ledna 1927, přičemž byl pověřen vybudováním celé organizace. Piloti ČLS byli mezi prvními v Evropě, kteří ovládali létání v mracích a přistávání za špatné viditelnosti. V letech 1935 až 1938 společnost zakoupila několik amerických letounů Douglas DC-2 a DC-3 a její letadlový park tak byl jedním z nejmodernějších v Evropě. Činnost ČLS byla v září 1938 ovlivněna vypuknutím sudetské krize. Letadlo ČLS typu DC-3 (imatrikulace OK-AIE) odváželo dne 16. září 1938 z Ruzyně lorda Runcimana, představitele tzv. Runcimanovy mise. V prvních dnech mobilizace byla veškerá letecká doprava přerušena. Zaměstnanci ČLS byli mobilizováni a zařazeni jako kurýrní letka pod velením majora Huppnera. Po uzavření Mnichovské dohody byl provoz v omezeném rozsahu postupně obnoven. Po abdikaci prezidenta Československé republiky Edvarda Beneše zorganizoval ředitel ČLS Karel Huppner dne 22. října 1938 jeho tajný odlet do Londýna. Posádka stroje DC-2 (OK-AIC) letěla nad mraky a s vypnutou radiostanicí, protože trasa letu vedla nad Německem. Karel Huppner byl ředitelem Československé letecké společnosti až do německé okupace v březnu 1939. Zemřel v roce 1956.